# 左翼・右翼
左翼・右翼（さよく・うよく、英: left-wing and right-wing / left–right）とは、政治的スペクトルの一つで、政治的な立場を位置づける一般的な方法である。伝統的な意味では急進派（社会主義、共産主義）勢力を左翼（左派）、保守・復古主義勢力を右翼（右派）と呼ぶが、具体的な思想や範囲は時代や立場や視点により異なる。

## 用語
この言葉はフランス革命期の「(憲法制定)国民議会」（1789年7月9日 - 1791年9月30日）における9月11日の会議において、「国王の法律拒否権」「一院制・二院制」の是非を巡り、議長席から見て議場右側に「国王拒否権あり・二院制（貴族院あり）」を主張する保守・穏健派が、左側に「国王拒否権なし・一院制（貴族院なし）」を主張する共和・革新派が陣取ったことに端を発し、続く「立法議会」（1791年10月1日 - 1792年9月5日）においても、右側に立憲君主派であるフイヤン派が陣取ったのに対して、左側に共和派や世俗主義などの急進派（ジャコバン派）が陣取ったことに由来する 。

## 概要
「左翼 対 右翼」という構図は、範囲が広く、複雑な疑問への説明である。左翼と右翼は、通常は両端の対立勢力である。しかし実際には、個々の個人や政党が1つの事柄を行う立場としても「左」や「右」との用語が使われる。
伝統的には、左翼には進歩主義、社会自由主義、社会民主主義、社会主義、共産主義、アナキズムなどが含まれ  、右翼には保守主義、反動主義、王党派、国家主義、ファシズムなどが含まれるが、西側諸国の勝利に終わった20世紀後半の冷戦終結を受けて、戦間期に存在した立憲君主制及び多党制民主主義体制に復帰する国が増えたソビエト連邦崩壊後の現在社会において、左翼（革新派）と右翼（保守派）の定義は曖昧となり、さらにはかつて鉄のカーテンによって封鎖されていたソビエト共産党体制の内実が明らかになるにつれ、社会主義及び共産主義運動の思想的再定義に直面した思想史研究者を中心として、冷戦時代には極右体制の代名詞として規定される事が多かったファシズム（全体主義）を、ムッソリーニなどに代表されるその思想的源流から客観的に考察するという側面から広義の左翼(極左)の一種であると再規定される事も多くなっている 。
「左」や「右」の用語は、単純な説明だけではなく、特定の視点でも使われる。現代の政治的な用法では、「左」は典型的には労働者への支援を主張し、「右」による上流階級の利益への支援を批判する。他方、「右」は典型的には個人主義（経済的な自由主義）への支持を主張し、「左」による集産主義への支援を批判する。
しかしこの用語を使用した論争は、何を「左」や「右」と呼ぶかという意味を離れて、しばしば感情的な偏見や先入観が発生し、論点を変えてしまっている 。このため複数軸によるノーラン・チャートなどの政治的スペクトルの分析・分類も使用されている。

## 用語の歴史

### フランス革命
「左翼・右翼」の用語は、フランス革命時の議会の座席に由来する。正確には1789年9月11日からの数年間、勢力は情勢に応じて激しく入れ替わったが、「議長席から見て左側には常に急進派、右側には常に保守派が座る」というルールは定着して変わらず、その後200年に渡って世界の各国で繰り返されるパターンがこの数年で出尽くしたため、一種の普遍的なモデル性を帯び、「左翼・右翼」が普遍的な用語として定着した。
フランス革命では、絶対王政批判から、立憲主義 = 自由主義へ、更に進んで民主主義へ、そのまた先の社会的民主主義へ、更にかなたに社会主義・共産主義を目指すという形で、従来は先進的で主流な立場を次々と古いものと化しつつ進展した。この図式がフランス以外の諸国も同じような道筋で変革されていくとの予感が、ヨーロッパの知識人に共有されていった。また「左翼」に一貫した思想は「自由」より「平等」で、進歩に逆行する動きは「反動」と呼ばれるようになった。
|                    | 左側（左翼）                      | 中央                              | 右側（右翼）                      | 備考                                                               |
| ------------------ | --------------------------------- | --------------------------------- | --------------------------------- | ------------------------------------------------------------------ |
| 1789-1790 制憲議会 | ジャコバン派（民主派）            | ジャコバン派（立憲派）            | 王党派                            | 急進派が左、保守派が右に座った                                     |
| 1790-1792 立法議会 | （ジャコバン派）民主派            | （ジャコバン派）民主派            | フイヤン派（旧立憲派）            | 王党派が消滅し、立憲派が右に移動した                               |
| 1792-1793 国民公会 | 山岳派（経済的平等）              | 平原派                            | ジロンド派（経済的自由主義）      | フイヤン派が消滅、民主派が三派に分裂、経済的自由主義が右に移動した |
| 1793-1794 国民公会 | 山岳派（実権掌握）                | 平原派                            | 平原派                            | ジロンド派が追放、議会外に「過激派」やバブーフ派（極左）           |
| 1794-1799 国民公会 | 平原派（山岳派残党 - 王党派残党） | 平原派（山岳派残党 - 王党派残党） | 平原派（山岳派残党 - 王党派残党） | テルミドールの反動で山岳派指導者が消失                             |
1789年9月11日、フランス初の憲法を制定する議会（制憲議会）で、急進派（議会の議決に国王の拒否権を認めず、一院制を主張）は議長から見て左側（左翼）に集まり、王党派（国王の拒否権を認め、庶民院と貴族院の二院制を主張）は右側（右翼）に集まり、中間派（国王に延期権は認めるなど）は中間に座った。二院制はイギリス式で貴族と僧侶を特別な身分として存続させるが、一院制は特権身分を全否定して、貴族や僧侶出身の議員も平民出身議員と対等な国民代表となる。結局、1791年に制定された憲法は、国王は議会の議決を2年から6年間延期でき、議会は一院制となった。この段階では、「最右翼」は絶対王政死守、貴族・僧侶の特権も守るとの王党派で、「最左派」は普通選挙による人民議会に全権を持たせ、国王はその決定をそのまま執行するのみとの「民主派」であったが、憲法制定の主導権を握ったのは中間派の中の「左派、立憲派」（立憲主義者、自由主義者）で、立憲議会議員の選挙権は一定以上の財産を有する資産家のみの制限選挙であり、「自由主義」ではあるが「民主主義」ではなかった。
1791年憲法下の立憲議会では、王党派（右翼）や旧穏健派（中央右派）は引退・逮捕・亡命などで消滅したため、旧中央左派のフイヤン派（ジャコバン派から分離した自由主義者）が新保守派として右側に座った。左側の「民主派」は、「自由主義」だけではなく「民主主義」も要求した。
1792年、立法議会は事実上機能を停止し、新たに男子普通選挙で選ばれた国民公会では、従来の保守派であったフイヤン派は逃亡・転向・棄権などで勢力を失い、従来は急進派であった「民主派」（1791年の憲法に反対、男子普通選挙、王政廃止・共和制などを主張）が議会全体を占めた。しかし国王や貴族の干渉が消えて自由主義者（自由放任経済）が富を蓄え、貧富の格差や貧困が拡大すると、中小商店主・零細企業主・貧民から支持される「山岳派（モンターニュ派）」（左側の上の方の席に座ったため）は法的には実現した「民主主義」を経済の方向に進めようとした（社会的民主主義）。
1793年5月31日、山岳派はジロンド派を追放して国民公会の主導権を握り、穀物の最高価格などの物価統制、資産家への公債引き受け強制などを行い、1793年憲法（議会中心の共和制、男子普通選挙などを明文化）を制定した。しかし資本家階級が抵抗してジロンド派を支持すると、山岳派は政策実行のため恐怖政治を開始し、ジロンド派の多く、更には自派の政治家を「反革命」として次々に処刑した。
1794年7月27日、テルミドールのクーデターによりマクシミリアン・ロベスピエールらが失脚・処刑され、以後ナポレオン・ボナパルトが独裁権力を握るまでの数年間は、ジロンド派残党や平原派が支配し、共和暦3年憲法（制限選挙、二院制）が制定された。このためこの事件は「テルミドールの反動」とも呼ばれた。
このほか国民議会に議席は得られなかったが、山岳派以上に急進的な党派に「過激派」やバブーブ派が存在した。「過激派」は山岳派の経済統制を更に進めて最低賃金法や独占禁止法などの社会立法を求めた。更にバブーフ派は、私有財産制を存続する限り経済競争や格差が復活すると批判し、私有財産制の否定や資本共有の共産主義（集産主義）を主張した。

### フランス革命以降
フランス第三共和政では、この用語は政党の区分としても使われるようになった。共和党左派(the Republican Left)、中道右派(the Center Right)、中道左派(the Center Left、1871年以降）、極左（the Extreme Left、1876年以降）、急進左派（the Radical Left、1881年以降）などである。
イギリスでは、「左翼、右翼」の用語は労働党が第三勢力として登場した1906年の総選挙より、使用されはじめた。
20世紀初頭より、「左翼」は「赤」（reds）、「右翼」は「反動」(the reaction)、「共和主義者」(republicans)、「保守主義者」(conservatives)などの特別な政治的思想と関連づけられていき、次第に置き換えていくようになった。
1914年の第一次世界大戦勃発に伴う第二インターナショナルの崩壊により、各国の社会主義勢力が社会民主主義勢力と共産主義勢力に分裂したが、これらを含めた社会主義の諸派を「左翼」と総称する場合が増え、「右翼」との対比が鮮明となった。その後の世界は思想的には極左に分類される事もあるファシズム体制国家と日本やイギリスに代表される立憲君主制国家が入り乱れた状態で参加した第二次世界大戦を経て、各国は戦勝国として超大国となったアメリカとソ連を両雄とする二つの勢力（東西冷戦)に分れ、世界各地で代理戦争が行われた冷戦時代が半世紀ほど続いたが、最終的には西側諸国の勝利によりこの時代は終結し、1991年のソビエト連邦の崩壊に直面した左翼勢力は、それまで論理的基盤としていた進歩主義的歴史観が根本的矛盾を抱えるようになり、現在では左翼と右翼と明確に自称する政治グループが減少し、かつて社会主義勢力とされていた政党はリベラルと自称する事が多くなっている。東側諸国の内実が明らかになるにつれ、自らの論理的基盤を再規定する事を迫られた社会民主主義勢力は自らの運動目的を環境保護や反原子力運動に設定する事例が多かった為、一般的にこの世界的な動きは「赤から緑への転換」と呼ばれる。。

### 現在

2009年 欧州議会の座席
欧州統一左派・北方緑の左派同盟 (35)
社会民主進歩同盟 (184)
欧州緑グループ・欧州自由連盟 (55)
欧州自由民主連盟 (84)
欧州人民党 (265)
欧州保守改革グループ (54)
自由と民主主義のヨーロッパ (32)
無所属 (27)

多くの政治学者は、現在の複雑な世界では「左翼、右翼」の分類はもはや意味を持たないと指摘している。彼らは経済的・政治的・社会的な側面を結合した、より複雑なスペクトラムを提唱している。しかしこれらの用語は意味を二転三転させつつ、特に日本で好んで使用され続けている。
1983年から1994年にかけてRobert Altemeyerが行ったカナダ議会の調査では、右翼と左翼（社会民主主義）を比較すると、この2つの集団の間には大きな乖離が存在し、それはリベラルであった。彼のアメリカ議会の調査では、共和党と民主党の差異は、カナダの右翼政党とリベラル政党の差異に近いとした。
しかしノルベルト・ボッビオは1990年代のイタリア議会の動向に注目し、直線的な左翼・右翼の軸は残っているとした。彼は、左翼と右翼がいずれも弱体化したために、スペクトラムが見えにくくなり論争が発生したと考えた。圧倒的な側はその政治思想が唯一実現可能なものだと主張し、弱体化した側はほとんど反論できない。彼は、左翼や右翼は絶対的な用語ではなく、時とともに徐々に変化する相対的な概念と考えた。鍵となる識別概念は認められるべき平等であり、右翼の自由競争主義（結果としての不平等容認）に対し、左翼は共産・社会主義的な強権的平等（結果としての自由不容認）を主張する。彼の考えでは、左翼・右翼の軸はいかなる時代にも存在する。

## 左翼と右翼の相違
西ヨーロッパにおける左翼と右翼の相違の主要因は階級である。左翼は社会的正義を追求して、国家の介入による社会的・経済的な再配分を主張するが、右翼は私有財産と資本主義の堅持を主張する。しかし、この対立の根源は、既存の社会的および政治的な断絶（対立）と、経済発展の段階に基づいている。
左翼の価値観は、世俗主義や、議会制度や、強力で個人的な政治的指導者への警戒、社会的正義などによる統治など、人類の利益のための進歩を達成する人間の理性の力への信頼を含んでいる。これらは右翼にとっては、反宗教的で、非現実的な社会改革や空想的な社会主義であり、階級への憎悪とみなされる。右翼は、人類の福祉のための急進的な改革の実現性に対して、経済への悪影響や、宗教による共同体に与える悪影響、社会的や政治的な分裂を最小化するための強力な政治的リーダーシップの必要性などの疑問を持つ。これらは左翼にとって、社会正義に対しての利己主義や反動主義であり、民衆の空想的な宗教の強調や、権威主義や抑圧の傾向と反発する。
「左翼、右翼」の用語の使用には、対立する側からの用語の使用には非対称が存在する。右翼は、「左翼、右翼」の用語は人工的で統一的ではないために有用ではないと否定する場合が多く、伝統的な右翼は保守主義や自由主義を自称する場合が多い。しかし左翼は社会変革を明確にするとして使用する場合が多い。1931年にAlainは、「もし人が私に、左翼や右翼の政党や人の相違が今でも意味を持つかと聞いたとすれば、私の最初に思う事は、質問したのは確実に左翼ではないということだ」と述べている 。

社会学者のRobert M. MacIverは1947年の著作「The Web of Government」で以下のように記している。